# پالم ولی (فلوریدا)
پالم ولی (به انگلیسی: Palm Valley) یک منطقهٔ مسکونی در ایالات متحده آمریکا است که در شهرستان سنت جونز واقع شده‌است. پالم ولی ۳۶٫۲ کیلومتر مربع مساحت و ۲۰٬۰۱۹ نفر جمعیت دارد و ۲ متر بالاتر از سطح دریا قرار دارد.